# Пелишат
Пелиша́т (болг. Пелишат) — село в Плевенській області Болгарії. Входить до складу общини Плевен.

## Населення
За даними перепису населення 2011 року у селі проживали 648 осіб.
Національний склад населення села:
| Національність   | Кількість осіб | Відсоток |
| ---------------- | -------------- | -------- |
| болгари          | 535            | 84,3%    |
| цигани           | 85             | 13,4%    |
| турки            | 10             | 1,6%     |
| Всього відповіли | 635            |          |

Розподіл населення за віком у 2011 році:
Динаміка населення: